# Obi-Inseln
Die Obi-Inseln, auch Ombirah genannt, sind eine zu Indonesien gehörende Inselgruppe in den Molukken. Sie liegen im Süden der Provinz Maluku Utara („Nord-Molukken“) etwa auf halbem Weg zwischen Ternate im Norden und der Insel Ambon im Süden.

## Kleinere Inseln
Große Abschnitte der Küsten bestehen aus Mangroven, teilweise dienen Sagopalmen als Nahrungsgrundlage. Neben der Hauptinsel zählen zahlreiche kleinere Inseln zu den Obi-Inseln, darunter etwa:
- Belangbelang: sehr kleine, flache Insel an der Nordwestküste
- Bisa: im Norden, gegenüber von Laiwui, höchste Erhebung 469 Meter
- Gomumu: flache Insel im Süden
- Malamala: auch hier setzt die Erforschung von Nickelvorkommen Waldrodungen voraus
- Obilatu: im Nordwesten, 841 Meter hoch
- Tapat: westlich der Bisa-Insel, 563 Meter hoch
- Tobalai: flache Insel im Osten